# Roschtschino (Kaliningrad, Gurjewsk)
Roschtschino (russisch Рощино, deutsch Dalheim) ist ein Ort in der russischen Oblast Kaliningrad. Er gehört zur kommunalen Selbstverwaltungseinheit Stadtkreis Gurjewsk im Rajon Gurjewsk.

## Geographische Lage
Roschtschino liegt zehn Kilometer südöstlich der Rajonshauptstadt Kaliningrad (Königsberg) und ist von Lugowoje (Gutenfeld) an der Regionalstraße 27A-083 (ex A196) über die Kommunalstraße 27K-116 zu erreichen. Die nächste Bahnstation ist Lugowoje Nowoje an der Bahnstrecke Kaliningrad–Tschernyschewskoje (ehemalige Preußische Ostbahn).

## Geschichte
Das einstige Dalheim bestand vor 1945 aus einem großen Gut, einer Ziegelei sowie einem Vorwerk. Am 30. April 1874 wurde der Ort Amtsdorf des neu errichteten Amtsbezirks Dalheim im Landkreis Königsberg (Preußen) (1939 bis 1945 Landkreis Samland) im Regierungsbezirk Königsberg der preußischen Provinz Ostpreußen. Im Jahre 1910 waren in Dalheim 260 Einwohner registriert.
Am 15. November 1928 gab Dalheim seine Eigenständigkeit auf zugunsten der Eingemeindung nach Gutenfeld (heute russisch: Lugowoje) innerhalb des Amtsbezirks Steinbeck (Rybnoje). Der Amtsbezirk Dalheim wurde aufgelöst.
Auf Gut Dalheim fand 1938 eine Militärparade des I. Armeekorps vor dem Kommandierenden General Georg von Küchler statt.
Infolge des Zweiten Weltkrieges kam das nördliche Ostpreußen und mit ihm Dalheim zur Sowjetunion. Im Jahr 1950 erhielt der Ort den russischen Namen Roschtschino und wurde gleichzeitig dem Dorfsowjet Selenopolski selski Sowet im Rajon Kaliningrad zugeordnet. Später gelangte Roschtschino in den Lugowskoi selski Sowet im Rajon Gurjewsk. Von 2008 bis 2013 gehörte der Ort zur Landgemeinde Lugowskoje selskoje posselenije und seither zum Stadtkreis Gurjewsk.

### Amtsbezirk Dalheim (1875–1928)
Zum neu gebildeten Amtsbezirk Dalheim gehörten anfangs eine Landgemeinde und fünf Gutsbezirke:
| Deutscher Name  | Russischer Name              | Bemerkungen                                             |
| --------------- | ---------------------------- | ------------------------------------------------------- |
| Landgemeinde:   |                              |                                                         |
| Wickbold        | Otwaschnoje                  | 1895 in den Amtsbezirk Ludwigswalde umgegliedert        |
| Gutsbezirke:    |                              |                                                         |
| Catharinenwalde |                              | vor 1908 in den Gutsbezirk Friedrichstein eingegliedert |
| Dalheim         | Roschtschino                 | 1928 in die Landgemeinde Gutenfeld eingegliedert        |
| Schanwitz       | Koslowka (bis 1997: Koslowo) | 1928 in die Landgemeinde Schönmohr eingegliedert        |
| Schönwiese      |                              | 1928 in die Landgemeinde Schönmohr eingegliedert        |
| Wickbold        | Otwaschnoje                  | 1895 in den Amtsbezirk Ludwigswalde umgegliedert        |

## Kirche
Mit seiner überwiegend evangelischer Bevölkerung war Dalheim vor 1945 in das Kirchspiel Seligenfeld (heute russisch: Dalneje, Stadtteil im Moskauer Rajon der Stadt Kaliningrad (Königsberg)) eingepfarrt. Es gehörte zum Kirchenkreis Königsberg-Land I innerhalb der Kirchenprovinz Ostpreußen der Kirche der Altpreußischen Union.
Heute liegt Roschtschino im Einzugsgebiet der evangelisch-lutherischen Auferstehungskirche in Kaliningrad innerhalb der Propstei Kaliningrad der Evangelisch-lutherischen Kirche Europäisches Russland (ELKER).